# Wanderlust (serie de televisión)
Wanderlust es una serie de televisión de drama británica escrita por Nick Payne y dirigida por Luke Snellin y Lucy Tcherniak. La serie es una coproducción entre BBC One y Netflix, con BBC One transmitiendo el primer episodio el 4 de septiembre de 2018 en el Reino Unido y Netflix transmitiendo el programa al resto del mundo. Comenzó a transmitirse el 19 de octubre de 2018 en Netflix. La serie consta de seis episodios.

## Reparto
- Toni Collette como Joy Richards, una terapeuta que está casada con Alan.
- Steven Mackintosh como Alan Richards, un profesor de inglés, esposo de Joy.
- Zawe Ashton como Clare Pascal, una colega profesora de Alan.
- Celeste Dring como Laura Richards, la hija mayor de 25 años de Alan y Joy.
- Emma D'Arcy como Naomi Richards, la segunda hija de 18 años de Alan y Joy.
- Joe Hurst como Tom Richards, el menor de los hijos de Alan y Joy, de 16 años.
- Royce Pierreson como Jason Hales, un paciente de Joy.
- William Ash como Marvin Walters, un oficial de policía con el que Joy empieza una aventura.
- Anastasia Hille como Rita Bellows, la vecina de Joy, quien luego de romper su matrimonio empieza a explorar su sexualidad con Naomi.
- Jeremy Swift como Neil Bellows, esposo de Rita.
- Sophie Okonedo como Angela Bowden, terapeuta de Joy.
- Anya Chalotra como Jennifer Ashman, una estudiante de la universidad donde da clases Alan.[4]